# Baranynzi
Baranynzi (ukrainisch Баранинці; russisch Баранинцы/Baraninzy; slowakisch Baranince, ungarisch Baranya) ist ein Dorf in der ukrainischen Oblast Transkarpatien mit etwa 1600 Einwohnern.
Das 1389 erstmals schriftlich als Baranya erwähnte Dorf bildete bis 2017 eine eigenständige Landratsgemeinde mit den Dörfern Barwinok, Dowhe Pole und Pidhorb im Westen des Rajon Uschhorod, am 23. Mai 2017 wurde das Dorf zusammen mit 8 weiteren Dörfern zum Zentrum der neugegründeten Landgemeinde Baranynzi (Баранинська сільська громада Baranynska silska hromada).
Folgende Orte sind neben dem Hauptort Baranynzi Teil der Gemeinde:
| Name                     | Name             | Name                                   | Name                       | Name              | Name    |
| ukrainisch transkribiert | ukrainisch       | russisch                               | slowakisch                 | ungarisch         | deutsch |
| ------------------------ | ---------------- | -------------------------------------- | -------------------------- | ----------------- | ------- |
| Barwinok                 | Барвінок         | Барвинок                               | Bervinkoš                  | Börvinges (tanya) | -       |
| Cholmez                  | Холмець          | Холмец                                 | Chlumec, Putkachlmec       | Korláthelmec      | -       |
| Dowhe Pole               | Довге Поле       | Долгое Поле (Dolgoje Pole)             | Dovhé                      | Unghosszúmező     | -       |
| Hlyboke                  | Глибоке          | Глубокое (Glubokoje)                   | Hluboká                    | Mélyút, Kisluboka | -       |
| Jarok                    | Ярок             | Ярок                                   | Jarok                      | Árok              | -       |
| Nyschnje Solotwyno       | Нижнє Солотвино  | Нижная Солотвина (Nischnaja Solotvina) | Nižná Slatina, Solotvina   | Alsószlatina      | -       |
| Pidhorb                  | Підгорб          | Подгорб (Podgorb)                      | Podhrb, Heďfark            | Hegyfark          | -       |
| Ruski Komariwzi          | Руські Комарівці | Русские Комаровцы (Russkije Komarowzy) | Ruské Komárovce, Komórovce | Oroszkomoróc      | -       |
| Strypa                   | Стрипа           | Стрыпа                                 | Strypa, Stripa             | Sztrippa          | -       |
| Welyki Lasy              | Великі Лази      | Великиӣ Лазы (Weliki Lasy)             | Veľké Lazy                 | Nagyláz           | -       |
| Zyhaniwzi                | Циганівці        | Цыгановцы (Zyganowzy)                  | Cigánovce                  | Cigányos          | -       |

Baranynzi liegt am Ufer des Flüsschens Towa (Това) etwa 7 Kilometer südöstlich des Rajon- und Oblastzentrum Uschhorod.
Bis 1919 gehörte das Dorf zum Kaiserreich Österreich-Ungarn beziehungsweise zum Königreich Ungarn, danach als Teil der Karpato-Ukraine zur Tschechoslowakei. Mit der Annektierung der Karpatenukraine kam es 1938–1945 wieder an Ungarn. 1945 wurde die Ortschaft Teil der Ukrainischen SSR innerhalb der Sowjetunion und seit 1991 ist das Dorf Teil der unabhängigen Ukraine.